# Nioboesquinita-(Ce)
La nioboesquinita-(Ce) és un mineral que va ser desacreditat com a espècie vàlida per l'Associació Mineralògica Internacional l'any 2025 en considerar-la equivalent a l'esquinita-(Ce). Rebia el seu nom en relació al fet que es considerava l'anàleg mineral amb niobi de l'esquinita-(Ce).

## Característiques
La nioboesquinita-(Ce) era considerada un òxid de fórmula química (Ce,Ca)(Nb,Ti)₂(O,OH)₆ que cristal·litzava en el sistema ortoròmbic, i amb una duresa a l'escala de Mohs de 5,5.
Segons la classificació de Nickel-Strunz la nioboesquinita-(Ce) pertanyia a «04.DF: Òxids amb proporció metall:oxigen = 1:2 i similars, amb cations grans (+- mida mitja); dímers i trímers que comparteixen costats d'octàedres» juntament amb els següents minerals: esquinita-(Ce),
esquinita-(Nd), esquinita-(Y), nioboesquinita-(Nd), rynersonita, tantalesquinita-(Y), vigezzita, changbaiïta i murataïta-(Y).

## Jaciments
La nioboesquinita-(Ce) va ser descoberta als monts Vishnevye (óblast de Txeliàbinsk, Rússia). També ha estat descrita a Alemanya, el Canadà, Corea del Sud, els Estats Units, Finlàndia, França, la República Txeca i la Xina.